# MG K-Type
La K-Type è un'autovettura prodotta dalla Morris Garages dal 1932 al 1934.

## Storia
Lanciata al salone dell'automobile di Londra, la K-Type sostituì la F-Type. Rispetto a quest'ultima, all'inizio della commercializzazione, la K-Type aveva in dotazione un motore di cilindrata leggermente inferiore. Il telaio era simile a quello della F-Type, anche se venne allungato. La carreggiata venne aumentata di 150 mm a 1200 mm, mentre erano disponibili due versioni di passo differente, 2.388 mm e 2.743 mm. Lo sterzo venne aggiornato. I freni operavano tramite un cavo che comandava i tamburi. Questi ultimi erano di elektron. Le sospensioni erano a balestra semiellittica ed erano montati, sia nel retrotreno che nell'avantreno, degli assali rigidi.
I motori erano basati su dei propulsori Wolseley a sei cilindri in linea che erano caratterizzati dall'avere una distribuzione monoalbero. Questi propulsori erano già stati utilizzati sulla Wolseley Hornet e, in forma aggiornata, sulla F-Type. La corsa venne ridotta da 83 mm a 71 mm per diminuire la cilindrata da 1.272 cm³ a 1.087 cm³. La testata era crossflow. All'inizio questo motore aveva installato tre carburatori SU che permettevano l'erogazione di una potenza di 39 CV a 5.500 giri al minuto. Nella prima parte del 1933 venne annunciata una versione modificata di questo propulsore, che era caratterizzata dalla revisione della fasatura, e che era dotata solamente di due carburatori. Questo propulsore sviluppava 41 CV e venne denominato KB. Quello precedente era invece chiamato KA. Nel tardo 1933 essi furono affiancati dalla versione KD, che possedeva una cilindrata di 1.271 cm³. Quest'ultima versione aveva una corsa di 83 mm ed una testata aggiornata. Anche grazie alla revisione della fasatura, questo motore erogava 48,5 CV. Oltre a questi propulsori, era offerto anche il  KC. Esso era destinato alle competizioni ed aveva una cilindrata di 1.087 cm³. Era sovralimentato ed erogava 120 CV di potenza a 6.500 giri al minuto.
La trazione era posteriore, ed il moto era trasmesso alle ruote posteriori tramite un cambio a quattro rapporti non sincronizzati. Era possibile avere un preselettore della ENV.
Tutti i modelli da strada raggiungevano una velocità massima di 121 km/h
La K-Type è stata prodotta in tre versioni. Le loro sigle identificative furono "K1", "K2" e "K3".

## La K1
La K1 fu la prima K-Type prodotta. Assemblata dal 1932 al 1934 in 181 esemplari, era offerta con due tipi di carrozzeria, torpedo aperta quattro posti e berlina senza montanti a quattro porte. All'inizio della commercializzazione era offerta solo con quest'ultimo corpo vettura e con la versione lunga del telaio. Era inoltre dotata del motore KA e del preselettore, e costava 445 sterline. Questa versione fu presto affiancata dalla versione torpedo con motore KB e cambio manuale. Più tardi venne introdotta la versione con motore KD e preselettore.
Vennero prodotti 54 esemplari di K1 con motore KA, 74 con propulsore KB e 53 con motore KD. Non furono vendute molte vetture versione berlina, e i modelli prodotti in eccesso furono più tardi accoppiati con i motori MG N, e le vetture risultanti vennero vendute come MG KN Magnette.

## La K2
La K2 era la versione aperta a due posti basata sul telaio a passo corto. All'inizio venne dotata del motore KB e del cambio manuale. In seguito venne fornita del motore KD e del preselettore. In totale vennero prodotti 20 esemplari, di cui 16 con motore KB e 4 con propulsore KD. Fu assemblata dal 1933 al 1934.

## La K3
La K3 fu la variante per le competizioni. Dotata del telaio a passo corto, aveva un motore sovralimentato. Il compressore fu dapprima di marca Powerplus, ed in seguito Marshall. Esso era montato davanti al motore, sotto al radiatore. Il modello era dotato del preselettore. Assemblata dal 1933 al 1934, montava il motore KC.
La K3 ebbe successo nelle competizioni. Tra esse, vanno ricordate le vittorie al Tourist Trophy del 1933 con Tazio Nuvolari, ed alla Mille Miglia dello stesso anno nella categoria 1.100 cm³ con alla guida George Eyston e Giovanni Lurani. Altri piloti famosi che guidarono la K-Type furono Tim Birkin e Whitney Straight.
Della K3 ne vennero prodotti solamente 33 esemplari, anche se alcuni modelli K1 e K2 vennero convertiti in K3. Le K3 originali erano in vendita a 795 sterline.